# Leavenworth (Washington)
Leavenworth je grad u američkoj saveznoj državi Washington. Prema popisu stanovništva iz 2010. u njemu je živjelo 1.965 stanovnika.